# 27238 Keenanmonks
27238 Keenanmonks è un asteroide della fascia principale. Scoperto nel 1999, presenta un'orbita caratterizzata da un semiasse maggiore pari a 2,7938794 UA e da un'eccentricità di 0,0494806, inclinata di 6,13456° rispetto all'eclittica.